# Die Katze (1971)
Die Katze (Originaltitel: Le chat) ist ein französisch-italienischer Spielfilm aus dem Jahr 1971. Er basiert auf dem gleichnamigen Roman von Georges Simenon.

## Handlung
Im Zentrum der Handlung steht ein altes Ehepaar, welches eine trostlose Ehe führt: die ehemalige Artistin Clémence Bouin, die seit einem Unfall in der Manege hinkt, und der ehemalige Buchdrucker Julien Bouin. Sie leben in einer verfallenen Gegend, in der Platz für neue Gebäude geschaffen werden soll. Auch das Haus, in dem sie wohnen, soll der umliegenden Großbaustelle weichen, das Grundstück wird enteignet. Er ist apathisch und empfindet nur noch etwas für seine Katze; seine Frau ist ihm nach über 20 Jahren Ehe gleichgültig. Sie dagegen versucht ihn mit ihren Quälereien aus der Lethargie zu wecken und greift dabei zu immer drastischeren Mitteln. Zuerst setzt sie in einem Supermarkt die Katze aus, die jedoch den Weg nach Hause zurückfindet. 
Schließlich erschießt die Frau die Katze, worauf der Mann seine Frau verlassen will. Doch ohne einander können sie nicht leben; er kommt zurück, spricht aber kein Wort mehr mit ihr. Fortan kommunizieren die beiden nur noch über kleine Notizzettel. Der Mann streckt ihr zum Schluss einen Zettel hin: „Le chat“ („Die Katze“). Daraufhin erleidet die Frau einen Herzinfarkt. Als er sich kurz die Beine vertritt und von der Straße aus das Licht ausgehen sieht (die Frau bricht zusammen und reißt die Stehlampe mit um), geht er zurück, denn er ahnt etwas. Als sie stirbt, bricht der Mann sein Schweigen und trauert um sie. Er schluckt eine größere Menge Tabletten und sinkt in dem Sessel neben seiner verstorbenen Frau nieder. Bald darauf verstirbt er im Krankenhaus.

## Kritik
„Die Zustandsbeschreibung einer zerfallenden Ehe wird symbolbefrachtet dem Abbruch eines Wohnviertels gegenübergestellt. Gut gespielt, doch zu emotional; ein Film, der Mitleid weckt, statt Reflexion zu provozieren.“

„Nach einem Roman des belgischen Schriftstellers Georges Simenon (1903-1989) hat der französische Filmemacher Pierre Granier-Deferre mit Die Katze das düstere Kammerstück einer erkalteten Ehe inszeniert, das ganz vom intensiven Spiel seiner charismatischen Hauptdarsteller lebt. Simone Signoret und Jean Gabin als gefeierte Urgesteine des französischen Kinos zelebrieren hier auf beeindruckende Weise in späten Rollen ein giftiges Duell der Geschlechter um Abhängigkeit und Hass, für das sie 1971 bei der Berlinale beide mit dem Silbernen Bären ausgezeichnet wurden. Das drastische Ende dieser zutiefst zerfahrenen, tragischen Geschichte, innerhalb welcher auch eine temporäre Trennung keine Erleichterung der Verstrickungen schaffen kann, unterstreicht einmal mehr die schwelende Ausweglosigkeit einer Verbindung, die sich nach durchaus glücklichen Zeiten unaufhaltsam verbittert hat.
Die Bilder von Walter Wottitz, der 1963 gemeinsam mit Jean Bourgoin einen Oscar für die Beste Kamera des Kriegsdramas Der längste Tag erhielt und mit Pierre Lhomme Armee im Schatten von Jean-Pierre Melville filmte, verstehen es ganz ausgezeichnet, zuvorderst die wortlosen Szenen des in geradezu genüsslicher Härte gefangenen Ehepaares prägnant zu visualisieren. Hier werden scheinbar belanglose Gesten und minimale Äußerungen der Mimik der Antagonisten derart akribisch fokussiert, dass sie zu einem Moloch an bösartigen Attacken mutieren, die augenscheinlich das einzige – allerdings erstaunlich kräftige – Band beschreiben, was Clémence und Julien zusammenhält. Das ist großartige französische Filmkunst, die fesselt, berührt und schonungslos die großen Fragen hinsichtlich Liebe, Hass und Abhängigkeit aufwirft.“

## Hintergrund
Die Außenaufnahmen des Hauses der Eheleute Bouin fanden in Courbevoie statt, in der Impasse Dupuis, die damals tatsächlich gerade umgebaut wurde. Die Sackgasse existiert heute nicht mehr und lag ungefähr an der Stelle, an der heute die Voie de l'Ancre verläuft. 48° 53′ 22″ N, 2° 15′ 12,5″ O

## Auszeichnungen
Signoret und Gabin wurden auf der Berlinale 1971 für ihre darstellerischen Leistungen mit dem Silbernen Bären als beste Hauptdarstellerin bzw. bester Hauptdarsteller ausgezeichnet; Regisseur Pierre Granier-Deferre war für den Goldenen Bären nominiert.